# Martin Guggisberg
Martin A. Guggisberg (* 3. Dezember 1960 in New Haven, Connecticut, USA) ist ein Schweizer Klassischer Archäologe.

## Leben
Martin Guggisberg studierte von 1980 bis 1985 Klassische Archäologie, Ur- und Frühgeschichte sowie Alte Geschichte an der Universität Basel. 1982/83 war er zu einem Studienaufenthalt an der Universität Lyon II. 1985 schloss er das Studium mit dem Lizenziat ab, Thema der Abschlussarbeit war Terrakotten von Argos. Ein Fundkomplex aus dem Theater. Von 1986 bis 1987 war Guggisberg Mitglied des Schweizer Instituts in Rom, danach bis 1989 Assistent am Antikenmuseum und Sammlung Ludwig in Basel. Daran schloss sich von 1990 bis 1992 ein Post-graduate-Studium am Institute for Classical Studies des University College London bei John Nicolas Coldstream an. 1992 war er erneut für kurze Zeit Assistent am Antikenmuseum und Sammlung Ludwig. Die Promotion erfolgte 1993 in Basel mit einer Arbeit zum Thema Frühgriechische Tierkeramik. Zur Entwicklung und Bedeutung der Tiergefässe und der hohlen Tierfiguren in der späten Bronze- und frühen Eisenzeit (ca. 1600 – 700 v. Chr.). Von 1994 bis 1996 weilte Guggisberg zu einem Forschungsaufenthalt an der Philipps-Universität Marburg. 1997 wurde Guggisberg Oberassistent am Institut für Klassische Archäologie der Universität Bern und verblieb in dieser Position bis 2005, 1998 habilitierte er sich in Basel mit einer Arbeit zum Thema Der Goldschatz von Erstfeld. Ein keltischer Bilderzyklus zwischen Mitteleuropa und der Mittelmeerwelt. Zwischen 2000 und 2003 war er zudem Mitarbeiter der Kantonsarchäologie Aargau und dort Leiter des Forschungsprojektes zum Silberschatz von Kaiseraugst. 2005 wurde Guggisberg zum Titularprofessor in Basel ernannt, in Bern wurde er zudem Oberassistent an der Antikensammlung der Universität. 2007 wurde er Ordinarius in Basel. Zudem ist er seit 2007 Redaktor der Zeitschrift Antike Kunst.

## Wirken
Guggisbergs Forschungsschwerpunkte sind die Archäologie Griechenlands von mykenischer bis archaischer Zeit, die Archäologie von frühen Eliten, der Kontakt zwischen der „klassischen Welt“ und den nördlichen Nachbarn, die Kunst der Kelten sowie der Etrusker und der Spätantike.

## Schriften
- Frühgriechische Tierkeramik. Zur Entwicklung und Bedeutung der Tiergefässe und der hohlen Tierfiguren in der späten Bronze- und frühen Eisenzeit (ca. 1600–700 v. Chr.). von Zabern, Mainz 1996, ISBN 3-8053-1906-1
- Der Goldschatz von Erstfeld. Ein keltischer Bilderzyklus zwischen Mitteleuropa und der Mittelmeerwelt (= Antiqua. Band 32). Schweizerische Gesellschaft für Ur- und Frühgeschichte, Basel 2000, ISBN 3-908006-24-4.
- als Herausgeber: Der spätrömische Silberschatz von Kaiseraugst. Die neuen Funde. Silber im Spannungsfeld von Geschichte, Politik und Gesellschaft der Spätantike (= Forschungen in Augst. Band 34). Römermuseum Augst, August 2003, ISBN 3-7151-0034-6 (Digitalisat).
- Die Hydria von Grächwil. Zur Funktion und Rezeption mediterraner Importe in Mitteleuropa. Akten Internationales Kolloquium anlässlich des 150. Jahrestages der Entdeckung der Hydria von Grächwil (= Schriften des Bernischen Historischen Museums. Band 5). Bernisches Historisches Museum, Bern 2004, ISBN 3-9521573-7-6.
- mit Jacques Chamay und Kilian Anheusear: L’aurige et les chasseurs. Chef-d’oeuvre d’orfèvrerie antique. Chaman Edition, Neuchâtel 2007, ISBN 2-9700435-4-8.